# Marcel De Sutter
Pour les articles homonymes, voir De Sutter.
Marcel De Sutter est né le 7 juillet 1922 à Buizingen (Hal) et décédé à Uccle (Bruxelles) le 19 décembre 2011.
Ingénieur civil (électronicien), parlant 5 langues, Marcel De Sutter a été notablement associé à l'histoire de la radio-télévision par câble en Belgique, ainsi qu'à l'histoire de la République Démocratique du Congo (RDC).

## Biographie
De 1951 à 1961, Marcel De Sutter a installé le groupe Philips  au Congo-belge à partir d’Elisabethville (devenue Lubumbashi) et, dans ce contexte, a été proche de Moïse Tshombé. Ce dernier fut le fondateur du parti Conakat prônant l'indépendance du Katanga (Tshombé déclara la sécession de la province du Katanga du reste du Congo; plus tard, Tshombé deviendra premier ministre du Congo).
De retour en Belgique, Marcel De Sutter fut un des pionniers de l'installation et du développement des réseaux de radio-télévision par câble.
De 1963 à 1987, il fut Président de la société Radio Public ,,,,,,,,,(rachetée plus tard par UPC, puis par TELENET) propriétaire et gestionnaire de réseaux câblés de Bruxelles, Antwerpen, Bruxelles et Charleroi. Il fut ami de Jo Colruyt, fondateur du groupe du même nom, qui siégeait aussi au Conseil d'administration de Radio Public.
Il siégea au Vlaamse Mediaraad (Conseil des Medias de la Communauté flamande), ainsi qu'au Conseil d'administration de l'école audiovisuelle INSAS (Institut National Supérieur des Arts du Spectacle).
De 1962 à 1991, il fut président de l'Association professionnelle des câblodistributeurs belges (RTD) qui prit le nom de Cable Belgium en 2006 . Il devint ensuite président de l'Alliance Internationale de la Distribution par câble (AID) qui changera plus tard son nom en ECCA (European Cable Communication Association) puis en Cable-Europe .
En 1998, il quitta ECCA pour fonder APEC (Association Privée Européenne des Câblo-opérateurs), dont il resta président jusqu'en 2002.